# Peter Byers
Peter Byers (ur. 20 października 1984 w Freemans) – piłkarz z Antigui i Barbudy, grający na pozycji napastnika, reprezentant Antigui i Barbudy.

## Kariera piłkarska
W 2003 rozpoczął karierę piłkarską w SAP. W 2006 wyjechał do Trinidad i Tobago, gdzie bronił barw San Juan Jabloteh. W 2008 podpisał kontrakt z kanadyjskim Montreal Impact. W sierpniu 2010 przez niedotrzymanie warunków kontraktu klub anulował kontrakt z piłkarzem. W październiku 2010 powrócił do ojczyzny, gdzie został piłkarzem Parham.

## Kariera reprezentacyjna
Od 2004 występuje w reprezentacji Antigui i Barbudy.

## Sukcesy i odznaczenia
Na stan 2011 roku z 14 bramkami jest najlepszym strzelcem reprezentacji Antigui i Barbudy.